# Nymphaea gigantea
A Nymphaea gigantea a tündérrózsa-virágúak (Nymphaeales) rendjébe és a tündérrózsafélék (Nymphaeaceae) családjába tartozó faj.

## Előfordulása
A Nymphaea gigantea előfordulási területe Ausztrália és Új-Guinea.

## Megjelenése
Évelő lágy szárú vízinövény, mely a trópusok és szubtrópusok állóvizeiben él. A gyöktörzse az iszapban ül. A levelei kerekek és akár 75 centiméter átmérőjűek is lehetnek. A nagy virágai fehéres-kékek.

### Fordítás
- Ez a szócikk részben vagy egészben  a   Nymphaea gigantea című angol Wikipédia-szócikk ezen változatának fordításán alapul.  Az eredeti cikk szerkesztőit annak laptörténete sorolja fel. Ez a jelzés csupán a megfogalmazás eredetét és a szerzői jogokat jelzi, nem szolgál a cikkben szereplő információk forrásmegjelöléseként.